# Luchthaven Naltsjik
Luchthaven Naltsjik (Russisch: Аэропорт Нальчик) is een luchthaven op 3 km ten noordoosten van de stad Naltsjik, de hoofdstad van de autonome republiek Kabardië-Balkarië in Rusland. Het is een kleine luchthaven die geschikt is voor kleine vliegtuigen. De maatschappij Elbrus-Avia is op luchthaven Naltsjik gevestigd.